# Leonardo da Vinci (1914)
El Leonardo da Vinci fue un acorazado italiano de la clase Conte di Cavour que sirvió en la Regia Marina durante la Primera Guerra Mundial

## Construcción

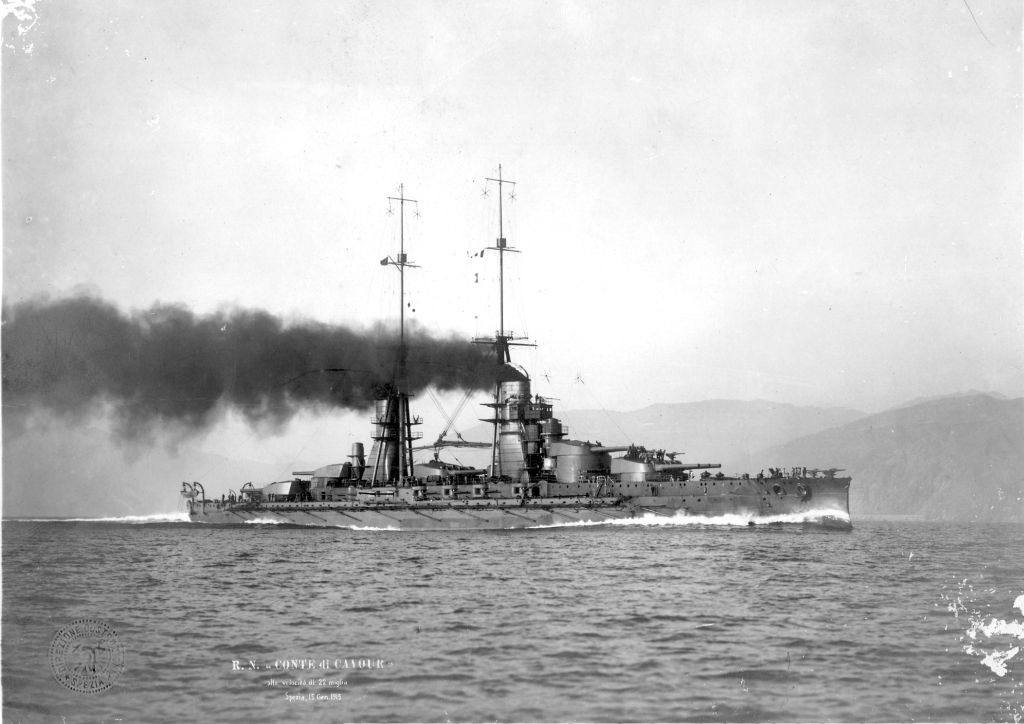
El Conte di Cavour, gemelo del Leonardo da Vinci.

Fue construido según diseño del ingeniero jefe Edoardo Masdea, la clase Conte di Cavour estaba basado en la clase Tarento. Fue construido entre el 18 de julio de 1910 y el 17 de mayo de 1914.
Su eslora era de 170 metros (pequeña para un acorazado). Sus 20 calderas y 4 hélices, generaban una potencia de 24 MW que le daban una velocidad de 21 nudos.

## Historial
Durante la Primera Guerra Mundial, el acorazado no tuvo misiones activas debido a la pasividad de las marinas Italianas y Austrohúngaro, imposibilitando esto el que tuviera acciones de combate

### Hundimiento

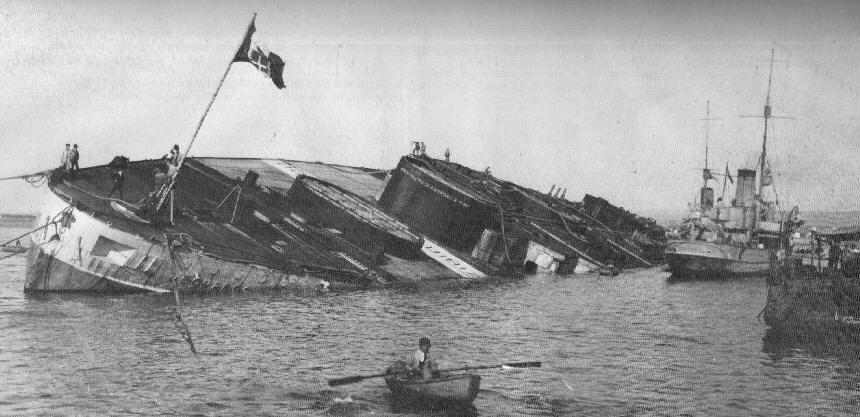
Pecio del Leonardo da Vinci en Tarento, 25 de enero de 1921.

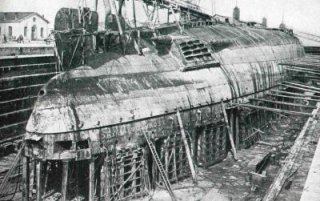
El casco invertido del Leonardo da Vinci en reparación.

El buque volcó tras una explosión el 2 de agosto de 1916 en el puerto de Tarento de la cual, las autoridades italianas acusaron al Imperio austrohúngaro de sabotaje. En la explosión, murieron 249 miembros de su tripulación.
En realidad, la hipótesis del sabotaje nunca llegó a probarse del todo, y más tarde se barajó también la hipótesis de que una carga de cordita había explotado en uno de los depósito de municiones. Pero, como ahora se ha comprobado, se trató de una desgracia no muy diferente de las que habían ocurrido en otros buques de guerra de la época y en el acorazado Benedetto Brin en 1915. En realidad, la causa del hundimiento hay que atribuirla a la mala gestión del fuego y a la escasa estabilidad de los nuevos explosivos utilizados para las cargas de disparo y estallido, que se habían introducido demasiado recientemente para que se conociera plenamente su estabilidad.
Tras la guerra, el acorazado fue reflotado el 17 de septiembre de 1919 y se iniciaron las obras de reparación del mismo el 5 de agosto de 1919 que, finalmente, fueron abandonadas. La nave, fue vendida para desguace el 26 de mayo de 1923.